# جوستين وودل
جوستين وودل (بالإنجليزية: Justine Waddell)‏ وهي ممثلة جنوب أفريقية المولد بريطانية اسكتلندية الأصل و الجنسية ولدت في يوم 4 نوفمبر 1976 في مدينة جوهانسبرغ في جنوب أفريقيا مثلت في فلم الوقوع.

## روابط خارجية
- جوستين وودل على موقع IMDb (الإنجليزية)
- جوستين وودل على موقع ألو سيني (الفرنسية)
- جوستين وودل على موقع أول موفي (الإنجليزية)
- جوستين وودل على موقع قاعدة بيانات الأفلام السويدية (السويدية)
- جوستين وودل على موقع إن إن دي بي (الإنجليزية)
- جوستين وودل على موقع قاعدة بيانات الفيلم (الإنجليزية)
- جوستين وودل على موقع كينوبويسك (الروسية)